# 야마다촌 (후쿠시마현)
야마다촌(山田村)은 후쿠시마현 이와키군에 있던 촌이다. 1955년 4월 29일 야마다촌 및 나코소정·우에다정·니시키정·가와베촌 등 5개 정·촌이 합병하여 나코소시가 신설되고 폐지되었다.

## 역사
- 1889년 4월 1일 - 정촌제 시행에 기쿠다군 야마다촌이 성립하였다.
- 1896년 4월 1일 - 군 통합에 의해 이와키군에 이관되었다.
- 1955년 4월 29일 - 야마다촌 및 나코소정·우에다정·니시키정·가와베촌 등 5개 정·촌이 합병하여 나코소시가 신설되고, 야마다촌 등은 폐지되었다.

## 교통

### 도로
조반 자동차도가 야마다촌 촌역이었던 지역을 통과하지만, 야마다촌이었던 당시에는 미개통이었다.

## 참고 문헌
- 角川日本地名大辞典 7 福島県